# اورشنو
اورشنو (به لاتین: Oreshino) یک منطقهٔ مسکونی در بلغارستان است که در شهرستان ایوالوفگراد واقع شده‌است.